# Alas de Socorro del Ecuador
Alas de Socorro del Ecuador es una organización misionera y empresa de taxi aéreo ecuatoriana fundada en 1948, como filial local de Mission Aviation Fellowship, una organización misionera mundial. Tiene su base de operaciones en el Aeropuerto Río Amazonas, de Shell-Mera (Pastaza). 

## Historia
Ecuador fue el segundo país al que MAF ingresó con un fin de ayuda, Nate Saint y su esposa, Marjorie Saint, fueron los primeros misioneros de MAF que estratégicamente se asentaron en Mera, Pastaza. Después de la muerte de Nate, muchos misioneros cristianos se asentaron en Ecuador.
Alas de Socorro del Ecuador obtiene su primer permiso de operaciones con una vigencia de dos años en diciembre de 2008, y desde entonces las operaciones empezaron a pasar de manos de la matriz MAF a Alas de Socorro. El 1 de junio de 2009, Alas de Socorro del Ecuador, asume la total administración de las operaciones aéreas, como parte del proceso de transición planeado varios años atrás.
Por requerimiento de las autoridades, Alas de Socorro del Ecuador tuvo que certificarse como un operador bajo la RDAC 135 “Taxi Aéreo”, certificado que obtuvo el 5 de agosto de 2016. Pero para poder obtener el permiso de operaciones tuvimos que crear una compañía bajo las normas y leyes ecuatorianas, por eso el día 24 de junio de 2015 Alas de Socorro del Ecuador constituyó la compañía "Servicios Aeronáuticos MAF Ecuador Samafe Cía. Ltda."El 12 de julio de 2018 cambió su denominación social por la de "Samafe Servicios S. A.".

## Flota
La compañía posee tres aeronaves Cessna 206 con matrículas HC-BZE, HC-CFQ y HC-BQV.
Anteriormente operó dos Cessna 172 (HC-BMJ y HC-CQS), una Piper PA-44 Seminole (HC-CRG), dos Cessna 185 (HC-BKZ y HC-BND), una Cessna 206 (HC-BXB) y una Quest Kodiak 100 (HC-CRF).